# درمة كلا (بالا خيابان ليتكوة)
درمة کلا (بالفارسية: درمه‌کلا) هي قرية تقع في إيران في قسم بالا خیابان لیتکوة الريفي. يقدر عدد سكانها بـ 275 نسمة بحسب إحصاء 2016.